# Syzeton maculatus
Syzeton maculatus es una especie de coleóptero de la familia Aderidae. Fue descrita científicamente por Maurice Pic en 1922.

## Distribución geográfica
Habita en la República Democrática del Congo y Bioko (Fernando Póo) (Guinea Ecuatorial).